# Panathīnaïkos Athlītikos Omilos 2017-2018 (pallacanestro maschile)
Questa voce raccoglie le informazioni riguardanti il Panathīnaïkos B.C. nelle competizioni ufficiali della stagione 2017-2018.

## Stagione
La stagione 2017-2018 del Panathīnaïkos è la 67ª nel massimo campionato greco di pallacanestro, l'A1 Ethniki.

## Roster
Aggiornato al 21 luglio 2021.
| Panathīnaïkos Superfoods 2017-18 | Panathīnaïkos Superfoods 2017-18 |
| Giocatori                        | Staff tecnico                    |
| -------------------------------- | -------------------------------- |

| N. | Naz.                                       | Ruolo | Nome                   | Anno | Alt.   | Peso   |  |
| -- | ------------------------------------------ | ----- | ---------------------- | ---- | ------ | ------ |  |
| 0  | Stati Uniti (bandiera)                     | C     | Chris Singleton        | 1989 | 206 cm | 104 kg |  |
| 3  | Stati Uniti (bandiera)                     | AP    | K.C. Rivers            | 1987 | 196 cm | 92 kg  |  |
| 5  | Stati Uniti (bandiera)                     | PG    | Mike James             | 1990 | 185 cm | 86 kg  |  |
| 6  | Stati Uniti (bandiera)                     | AC    | Adreian Payne          | 1991 | 208 cm | 108 kg |  |
| 7  | Grecia (bandiera)                          | P     | Leuterīs Mpochōridīs   | 1994 | 196 cm | 91 kg  |  |
| 11 | Grecia (bandiera)                          | G     | Nikos Pappas           | 1990 | 196 cm | 98 kg  |  |
| 12 | Stati Uniti (bandiera)                     | G     | Marcus Denmon          | 1990 | 191 cm | 84 kg  |  |
| 14 | Stati Uniti (bandiera)                     | AG    | James Gist             | 1986 | 204 cm | 105 kg |  |
| 15 | Grecia (bandiera)                          | C     | Ian Vougioukas (C)     | 1985 | 211 cm | 123 kg |  |
| 16 | Grecia (bandiera)                          | G     | Giōrgos Kalaitzakīs    | 1999 | 199 cm | 73 kg  |  |
| 19 | Lituania (bandiera)                        | P     | Lukas Lekavičius       | 1994 | 180 cm | 76 kg  |  |
| 22 | Stati Uniti (bandiera)                     | AG    | Kenny Gabriel          | 1989 | 205 cm | 95 kg  |  |
| 23 | Stati Uniti (bandiera) · Grecia (bandiera) | AC    | Zach Auguste           | 1993 | 208 cm | 110 kg |  |
| 24 | Stati Uniti (bandiera) · Belgio (bandiera) | AP    | Matt Lojeski           | 1985 | 198 cm | 92 kg  |  |
| 33 | Stati Uniti (bandiera) · Grecia (bandiera) | P     | Nick Calathes          | 1989 | 196 cm | 97 kg  |  |
| 43 | Grecia (bandiera)                          | AP    | Thanasīs Antetokounmpo | 1992 | 201 cm | 98 kg  |  |
| 44 | Grecia (bandiera)                          | AG    | Kōnstantinos Mītoglou  | 1996 | 210 cm | 116 kg |  |

| Allenatore |
| - Xavi Pascual |
| Assistente/i |
| - Adamantios Panagiotopoulos - Nikos Pappas - Giōrgos Vovoras - Íñigo Zorzano Legenda - (C) Capitano - (IN) Inattivo - Infortunato |

## Mercato

### Sessione estiva
| Acquisti | Acquisti               | Acquisti          | Acquisti   | Acquisti |
| R.       | Nome                   | da                | Modalità   |          |
| -------- | ---------------------- | ----------------- | ---------- | -------- |
| C        | Ian Vougioukas         | Lokomotiv Kuban'  | definitivo |          |
| G        | Marcus Denmon          | Gaziantep BŞB     | definitivo |          |
| AP       | Matt Lojeski           | Olympiakos        | definitivo |          |
| AC       | Zach Auguste           | Uşak Sportif      | definitivo |          |
| P        | Lukas Lekavičius       | Žalgiris Kaunas   | definitivo |          |
| AG       | Kōnstantinos Mītoglou  | W.F. Dem. Deacons | definitivo |          |
| AP       | Thanasīs Antetokounmpo | Andorra           | definitivo |          |

| Cessioni | Cessioni                 | Cessioni         | Cessioni          | Cessioni |
| R.       | Nome                     | a                | Modalità          |          |
| -------- | ------------------------ | ---------------- | ----------------- | -------- |
| C        | Kōstas Gontikas          | Apollon Patrasso | fine contratto    |          |
| C        | Iōannīs Mpourousīs       | Zhejiang Lions   | rescissione       |          |
| AG       | Demetris Nichols         | Cedevita Junior  | fine contratto    |          |
| G        | James Feldeine           | Stella Rossa     | rescissione       |          |
| P        | Kōstas Papadakīs         | Kolossos Rodi    | riscatto prestito |          |
| AG       | Antōnīs Fōtsīs           | Īlysiakos        | rescissione       |          |
| PG       | Michalīs Lountzīs        | Aries Trikala    | prestito          |          |
| AG       | Vasilīs Charalampopoulos | PAOK Salonicco   | prestito          |          |
| P        | Mike James               | Phoenix Suns     | fine contratto    |          |

### Dopo l'inizio della stagione
| Acquisti | Acquisti      | Acquisti      | Acquisti         | Acquisti   |
| R.       | Nome          | da            | Data             | Modalità   |
| -------- | ------------- | ------------- | ---------------- | ---------- |
| AC       | Adreian Payne | Orlando Magic | 5 febbraio 2018  | definitivo |
| P        | Mike James    | N.O. Pelicans | 13 febbraio 2018 | definitivo |

| Cessioni | Cessioni             | Cessioni       | Cessioni      | Cessioni    |
| R.       | Nome                 | a              | Data          | Modalità    |
| -------- | -------------------- | -------------- | ------------- | ----------- |
| P        | Leuterīs Mpochōridīs | Aris Salonicco | dicembre 2017 | rescissione |